# Număr heptagonal

Primele cinci numere heptagonale.

Un număr heptagonal este un număr figurativ care se construiește prin combinarea heptagoanelor cu dimensiunea crescătoare. Al n-lea număr heptagonal este dat de formula
{\displaystyle {\frac {5n^{2}-3n}{2}}}.
Primele numere heptagonale sunt
1, 7, 18, 34, 55, 81, 112, 148, 189, 235, 286, 342, 403, 469, 540, 616, 697, 783, 874, 970, 1071, 1177, 1288, 1404, 1525, 1651, 1782, … 
Paritatea numerelor heptagonale urmează modelul impar-impar-par-par. La fel ca numerele pătratice, rădăcina cifrică în baza 10 a unui număr heptagonal poate fi doar 1, 4, 7 sau 9. De cinci ori un număr heptagonal, plus 1 este egal cu un număr triunghiular.